# La Vie et la passion de Jésus Christ
La Vie et la passion de Jésus Christ (česky Život a utrpení Ježíše Krista) je francouzský němý film z roku 1903. Režiséry jsou Lucien Nonguet (1869–1955) a Ferdinand Zecca (1864–1947). Film byl natočen v Palestině a Egyptě. Film je považován za jeden z prvních celovečerních filmů v historii kinematografie.

## Děj
Film vypráví o životě Ježíše Krista od zvěstování jeho příchodu až po jeho nanebevstoupení.

## Obsazení
| Madame Moreau   | Marie |
| Monsieur Moreau | Josef |